# Grêmio Esportivo Brasil
Grêmio Esportivo Brasil, auch bekannt als Brasil de Pelotas, ist ein brasilianischer Verein im Bundesstaat Rio Grande do Sul, aus der Stadt Pelotas. Seit 2023 spielt der Verein in der Série D.

## Geschichte
Der Klub Grêmio Esportivo Brasil wurde am 7. September 1911 in Pelotas, Brasilien, infolge eines Konflikts zwischen den Verantwortlichen und Spielern des Sport Club Cruzeiro do Sul, gegründet.
Das erste offizielle Spiel des Brasil fand als Freundschaftsspiel gegen Sete de Setembro statt und endete mit einem 2:2-Unentschieden. 1912 folgte der erste Sieg: ein 2:0-Erfolg gegen Tiradentes ebenfalls in einem Freundschaftsspiel.
1913 nahm Brasil erstmals am Campeonato Citadino de Pelotas teil und erreichte bereits im nächsten Jahr den dritten Platz. Im Jahr 1917 gewann man schließlich den ersten Stadtmeistertitel, mit einer makellosen Bilanz ohne Niederlage. Dieser Erfolg stellte zu dieser Zeit die größte Errungenschaft des Vereins dar, da größere Wettbewerbe noch nicht existierten. Brasil gewann zudem als erster Verein das Campeonato Gaúcho de Futebol, die Staatsmeisterschaft von Rio Grande do Sul, als man am  9. November 1919 gegen Grêmio mit 5:1 gewann. Das Spiel fand im Estádio da Baixada vor mehr als 3.000 Zuschauern statt.
Ein besonderer Moment in der Geschichte des Vereins ereignete sich 1950, als der Brasil nach Montevideo reiste, um gegen die uruguayische Nationalmannschaft anzutreten. Die Celeste, die sich auf die Weltmeisterschaft 1950 in Brasilien vorbereitete, musste sich überraschend mit 1:2 geschlagen geben. Das Spiel fand im legendären Estadio Centenario statt und gilt als einer der größten Erfolge des Fußballs in Rio Grande do Sul. Noch im selben Jahr wurde Uruguay dann Weltmeister, nachdem es Brasilien im Maracanã mit 2:1 im Finale besiegte – vor rund 200.000 Zuschauern.
Im Jahr 1956 trat der Verein 104 Tage lang eine ausgedehnte Auswärtstour durch Süd- und Mittelamerika an, bei der zahlreiche Freundschaftsspiele gegen bekannte Mannschaften der verschiedenen Regionen absolviert wurden. Trotz der Herausforderungen, wie unterschiedlichen Klimabedingungen, hohen Höhenlagen und langen Reisen, konnte der Brasil in 28 Spielen 16 Siege, 6 Unentschieden und nur 6 Niederlagen erzielen:
- 14. Juli: Grêmio Esportivo Brasil 0:3 Club Cerro Porteño, in Asunción, Paraguay
- 15. Juli: Grêmio Esportivo Brasil 3:2 Club Olimpia, in Asunción, Paraguay
- 22. Juli: Grêmio Esportivo Brasil 5:2 Club Jorge Wilstermann, in Cochabamba, Bolivien
- 26. Juli: Grêmio Esportivo Brasil 2:8 Auswahl La Paz, in La Paz, Bolivien
- 28. Juli: Grêmio Esportivo Brasil 2:1 FBC Piérola, in Arequipa, Peru
- 30. Juli: Grêmio Esportivo Brasil 1:1 FBC White Star, in Arequipa, Peru
- 2. August: Grêmio Esportivo Brasil 6:2 CSD Octavio Espinosa, in Ica, Peru
- 4. August: Grêmio Esportivo Brasil 0:0 Universitario de Deportes, in Lima, Peru
- 5. August: Grêmio Esportivo Brasil 1:4 CS José Pardo, in Chiclayo, Peru
- 10. August: Grêmio Esportivo Brasil 3:1 SC Valdez, in Guayaquil, Ecuador
- 12. August: Grêmio Esportivo Brasil 3:0 SD España, in Quito, Ecuador
- 15. August: Grêmio Esportivo Brasil 2:2 Club Sport Emelec, in Guayaquil, Ecuador
- 21. August: Grêmio Esportivo Brasil 0:0 Auswahl Valle del Cauca, in Cali, Kolumbien
- 24. August: Grêmio Esportivo Brasil 4:0 América de Cali, in Cali, Kolumbien
- 26. August: Grêmio Esportivo Brasil 1:2 Atlético Nacional, in Medellín, Kolumbien
- 30. August: Grêmio Esportivo Brasil 5:1 Auswahl Martell, in Panama-Stadt, Panama
- 31. August: Grêmio Esportivo Brasil 3:2 Auswahl Fastlich, in Panama-Stadt, Panama
- 4. September: Grêmio Esportivo Brasil 0:1 CD Saprissa, in San José, Costa Rica
- 7. September: Grêmio Esportivo Brasil 4:3 CD Olimpia, in Tegucigalpa, Honduras
- 9. September: Grêmio Esportivo Brasil 1:1 Hibueras, in San Pedro Sula, Honduras
- 14. September: Grêmio Esportivo Brasil 5:3 Atlante San Alejo, in San Salvador, El Salvador
- 15. September: Grêmio Esportivo Brasil 3:0 Club Olimpia 3:0, in San Salvador, El Salvador
- 16. September: Grêmio Esportivo Brasil 4:3 Atlético Marte, in San Salvador, El Salvador
- 26. September: Grêmio Esportivo Brasil 6:1 Auswahl Fastlich, in Panama City
- 1. Oktober: Grêmio Esportivo Brasil 4:4 Panamaische Fußballnationalmannschaft, in Panama-Stadt, Panama
- 2. Oktober: Grêmio Esportivo Brasil 3:1 LD Alajuelense, in San José, Costa Rica
- 3. Oktober: Grêmio Esportivo Brasil 1:0 Libertad, in Barranquilla, Kolumbien
- 4. Oktober: Grêmio Esportivo Brasil 5:0 Unión Magdalena, in Santa Marta, Kolumbien

Diese Tour trug erheblich zur Bekanntheit des Vereins über Brasiliens Grenzen hinaus bei.
Im Jahr 1978 nahm Brasil erstmals an der Campeonato Brasileiro de Futebol teil. Im Debütjahr schnitt der Verein jedoch eher enttäuschend ab und landete auf dem 72. Platz im wichtigsten nationalen Wettbewerb. Im darauffolgenden Jahr, erneut für die Campeonato Brasileiro qualifiziert, zeigte Brasil eine deutlich bessere Leistung. In der ersten Hälfte der spielte der Verein in Gruppe B, zusammen mit Maringá FC, Associação Ferroviária de Esportes, AA Caldense, SC São Paulo, Criciúma EC, SER Caxias do Sul, Operário Ferroviário EC, CTE Colatina und Chapecoense. Brasil qualifizierte sich für die zweite Runde, indem man den 3. Platz in der Gruppe belegte. Anschließend konnte der Verein jedoch nicht an die starke Leistung der ersten Saisonhälfte anknüpfen und schloss die Runde auf dem 6. Platz in Gruppe A ab.
Im Jahr 1983, nach seiner Entlassung als Trainer von EC Juventude, wurde Luiz Felipe Scolari als neuer Trainer bei Grêmio Esportivo Brasil vorgestellt.
1985 war das erfolgreichste Jahr der Vereinsgeschichte. Unter Scolaris Nachfolger Walmir Louruz erreichte Brasil mit dem 3. Platz seine beste Platzierung in der Campeonato Brasileiro.
In der Nacht vom 15. Januar 2009 stürzte der Mannschaftsbus mit 31 Mitgliedern der Delegation von Brasil in Canguçu, etwa 293 km von Porto Alegre entfernt, von einer Klippe. Bei dem Unfall kamen der uruguayische Stürmer Claudio Milar, das größte Idol des Vereins, der 111 Tore für den Brasil erzielte, der Verteidiger Régis Gouveia Alves und der Torwarttrainer Giovane Guimarães ums Leben. Weitere 20 Personen wurden verletzt. Die Mannschaft war auf dem Rückweg von einem Freundschaftsspiel in Vale do Sol. Der Unfall ereignete sich gegen 23:30 Uhr, als der Bus die Kontrolle verlor und in eine etwa 30 Meter tiefe Schlucht stürzte. Nach der Tragödie entschloss der Verein weiter an der Liga teilzunehmen, musste jedoch am Ende 2010 den Abstieg in die Gaúcho Série B hinnehmen.
Durch die gute Leistung im Copa Federação Gaúcha de Futebol 2012 nahm Brasil 2013 zum ersten Mal in seiner Geschichte an der Copa do Brasil teil, wurde jedoch von Athletico Paranaense mit 0:1 und 0:2 geschlagen und schied in der ersten Runde aus.
Im Jahr der Rückkehr in die Campeonato Gaúcho im Jahr 2014 spielte Brasil eine starke Saison. In der ersten Phase des Wettbewerbs erreichte das Team mit 29 Punkten aus 15 Spielen den zweiten Platz in Gruppe A, hinter Internacional. Im Viertelfinale traf die Mannschaft auf den EC Novo Hamburgo in Pelotas und sicherte sich mit einem 2:0-Sieg das Weiterkommen. Das Halbfinale brachte eine Niederlage gegen Grêmio, das mit 2:1 gewann.
Auch 2015 setzte Brasil die gute Form fort. In der Staatsmeisterschaft qualifizierte sich das Team in der ersten Phase mit 26 Punkten aus 15 Spielen für die Viertelfinals, wo man Esportivo Lajeadense mit 2:0 besiegte. Das Halbfinale gegen Internacional endete mit einer 4:2-Niederlage (1:1 und 3:1). In der Copa do Brasil 2015 schied Brasil nach Niederlagen gegen Flamengo (1:2 und 0:2) in der ersten Runde aus. In der Série C sicherte sich das Team den Aufstieg, indem es im Viertelfinale Fortaleza besiegte und im Halbfinale gegen Vila Nova im Elfmeterschießen ausschied.
In der Série B 2016 belegte Brasil mit 54 Punkten den 11. Platz und sicherte sich damit den Verbleib in der Liga. In der Copa do Brasil schied das Team nach zwei Niederlagen gegen Athletico Paranaense früh aus.
Im Jahr 2018 gewann das Team unter Trainer Clemers die Ligaphase der Staatsmeisterschaft von Rio Grande do Sul. Im Viertelfinale besiegte das Team anschließend EC São Luiz und qualifizierte sich für das Halbfinale, in welchem man sich nach einem 1:1-Unentschieden in beiden Spielen und einem 4:3-Sieg im Elfmeterschießen gegen EC São José durchsetzen konnte. Das Finale gegen Grêmio endete mit zwei Niederlagen.
Nach sechs Jahren in der Série B musste der Verein 2021 als Tabellenletzter den Gang in die Série C antreten. Auch dort setzte sich der Abwärtstrend fort. 2022 reichte Platz 18 erneut nicht zum Klassenerhalt. Seit 2023 spielt der Klub in der viertklassigen Série D.

## Stadion
In den Anfangsjahren hatte Brasil noch kein eigenes Stadion für Heimspiele. Fünf Jahre nach der Gründung, im Jahr 1916, wurde jedoch die Praça de Esportes eröffnet – ein großzügiges Sportgelände im Stadtteil Simões Lopes. Mit einer Kapazität von 2.000 Zuschauern war dieses Stadion zu jener Zeit eine der größten in der Region. Neben den Tribünen umfasste es auch eine Kantine, ein Büro, eine medizinische Abteilung sowie Umkleidekabinen und Duschen.
Im Jahr 1943 wurde das Estádio Bento Freitas eingeweiht. Am 23. Mai 1943 fand hier ein Freundschaftsspiel gegen Força Luz aus Porto Alegre statt. Im Jahr 2015 kam es zu einem Zwischenfall, als ein Teil der Tribüne einstürzte. Daraufhin begann der Verein mit der Planung des Neubaus des Stadions, welcher 2016 begann und 2019 abgeschlossen wurde. Das Stadion hat seither eine Kapazität von 18.000 Plätzen.

## Erfolge
- Staatsmeisterschaft von Rio Grande do Sul: 1919
- Copa Governador do Estado do Rio Grande do Sul: 1972
- Campeonato Gaúcho Série A2: 1961, 2004, 2013